# Ireland Blyth Limited
Pour les articles homonymes, voir IBL.
Ireland Blyth Limited (IBL) est une entreprise enregistrée créée le 14 juillet 1972 à la suite de la fusion des sociétés Blyth Brothers & Co. et d’Ireland Fraser & Co. , qui opéraient toutes deux à l'île Mauritius depuis le début du XIXe siècle. La société a fait son entrée en bourse sur la liste officielle de la bourse de Maurice en 1994.

## Activité
IBL est l'un des plus grands groupes à l'île Maurice. Il emploie plus de 7000 personnes dans les six secteurs d'activités suivant : « Commerce, Engineering, Financial Services, Logistics, Aviation & Shipping, Retail, Seafood & Marine » opérant dans divers secteurs d’activités. 